# Рихтер, Евгений
Евгений (Ойген) Рихтер (нем. Eugen Richter; 30 июля 1838, Дюссельдорф, Рейнская провинция — 10 марта 1906, Гросс-Лихтерфельде, Пруссия) — прусский политик, юрист, журналист и публицист; являлся одним из депутатов прусской Палаты представителей и кайзеровского Рейхстага; был одним из ведущих и последовательных сторонников либерализма.
Рихтер известен своей борьбой с Бисмарком, борьбой с расширением государственной деятельности, в том числе с протекционизмом и против колониальной политики германской империи. При этом Рихтер являлся также противником и социализма. В 1884 году был одним из главных инициаторов слияния Германской прогрессистской партии и Либерального союза, отколовшегося от Национал-либеральной партии в 1880 году. Создавая Немецкую партию свободомыслящих, Рихтер надеялся укрепить позиции либеральных сил в Рейхстаге, беря пример с британской Либеральной партии при Уильяме Гладстоне. Свободомыслящие поддерживали расширение парламентаризма в немецкой конституционной монархии, отделение церкви от государства и равноправие евреев. После раскола партии в 1893 году, Рихтер создал и возглавил Народную партию свободомыслящих, которая уже после его смерти влилась в Прогрессивную народную партию.
Помимо политической деятельности Рихтер также известен как публицист. С 1882 по 1891 годы Рихтер являлся редактором газеты «Der Reichsfreund». В 1885 году Рихтер стал основателем собственной ежедневной газеты «Freisinnige Zeitung».

## Сочинения
- «Das preussische Staatsschuldenwesen und die preussischen Staatspapiere» (Бре́слау, 1869)
- «Das neue Gesetz, betreffend die Konsolidation preussischer Staatsanleihen» (Бре́слау, 1870)
- «Praktische Anleitung zur Gründung und Errichtung von Konsumvereinen» (Берлин, 1867)
- «Jugenderinnerungen» (Берлин, 1892)
- «Im alten Reichstag. Erinnerungen» (Берлин, 1871—1898)
- «Politisches ABC-Buch» (Берлин, 1879)
- «Socialdemokratische Zukunftsbilder frei nach Bebel» (Берлин, 1891), перевод на русский — «Социально-демократические картины будущего по Бебелю» (Санкт-Петербург, 1893)